# Техас против Джонсона
Техас против Джонсона 491 U.S. 397 (1989) — решение Верховного суда США, лишившее законной силы запрет на публичное сжигание американского флага. Мнение большинства было подготовлено Уильямом Бреннаном. Суд установил, что сжигание флага как форма выражения протеста гарантировано Первой поправкой к Конституции США.
Джонсона в суде представляли адвокаты Дэвид Коул и Уильям Канстлер.

## Обстоятельства дела

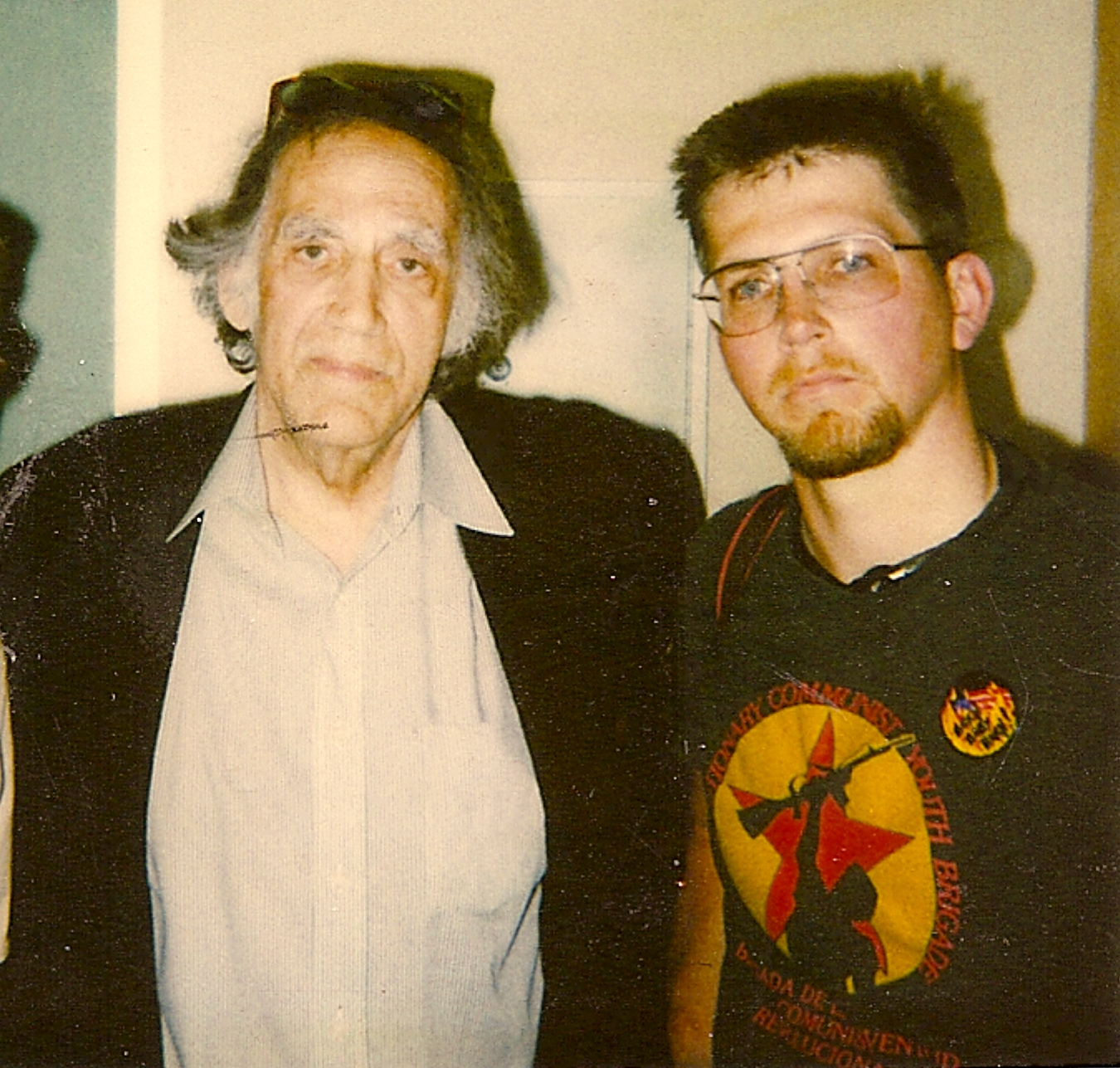
Джонсон (справа) с адвокатом Канстлером, 1989 год.

Ответчик, Грегори Ли Джонсон, принимал участие в демонстрации в рамках Национального республиканского съезда (англ. Republican National Convention) 1984 года в Далласе, направленной против политики президента Рейгана. Демонстранты маршировали по улицам и выкрикивали лозунги. Один из участников сорвал флаг со здания и отдал Джонсону. Когда марш достиг городской ратуши, Джонсон облил флаг керосином и поджёг. Многие демонстранты поддержали его выкриками.
В соответствии с законами штата Техас, Джонсон был приговорён за вандализм к году лишения свободы и штрафу в 2000 долларов США. Джонсон подал апелляцию в пятый апелляционный суд штата Техас, но проиграл. Затем Джонсон обратился в Апелляционный суд по уголовным делам штата Техас (англ. Texas Court of Criminal Appeals) — высшую судебную инстанцию штата по уголовным делам. Апелляционный суд оправдал Джонсона, приравняв его действия к речи.
Представители штата заявили, что сохранение порядка и защита символа национального единства важнее права на свободу слова, выраженного в символической и неоднозначной форме. Суд занял прямо противоположную позицию. В итоге, по инициативе штата дело было передано в Верховный суд.